# Conocalama flammipennis
Conocalama flammipennis là một loài tò vò trong họ Ichneumonidae.